# Signo de Corbalán
El signo de Corbalán está descrito como una alteración del cociente de  las proteínas transportadoras de los factores de crecimiento insulínico IGFBP2 / IGFBP3 en  atletas que se administran  exógenamente somatotropina en stack junto con otros medicamentos antiestrogénicos como el Tamoxifeno. En la actualidad hay descritas 7 de esas IGFBP (insulin-like growth factor-binding protein). Debido a las dificultades técnicas de medición de los valores de  la hormona  del crecimiento a causa de su termolabilidad -que hace que no puedan ser detectadas por las técnicas habituales de  cromatografía gaseosa (CG) asociada a masas- se ha especulado como un algoritmo útil en la determinación del aporte exógeno con fines  no clínicos de dicha hormona somatotropa.